# Bordas de Arreu
Bordas de Arreu (pronunciado ['a.rew], en catalán: Bordes d'Àrreu) es una localidad perteneciente al municipio de Alto Aneu, en la provincia de Lérida, España.